# بیتلز (آلبوم)
بیتلز (به انگلیسی: The Beatles) نهمین آلبوم رسمی گروه راک انگلیسی بیتلز است. این آلبوم دوتایی در سال ۱۹۶۸ منتشر شد. این آلبوم همچنین با نام آلبوم سفید نیز شناخته می‌شود؛ علت این نام‌گذاری، جلد بدون تصویر و سفید آلبوم است که تنها نام گروه بر روی آن نوشته شده‌است.
آلبوم بیتلز در لیست ۵۰۰ آلبوم برتر تمام دوران که توسط مجله رولینگ استون تهیه و منتشر شده، در رده دهم قرار گرفته‌است.